# Bernard Croft, 3. Baron Croft
Bernard William Henry Page Croft, 3. Baron Croft (* 28. August 1949) ist ein britischer Peer und parteiloser Politiker. Außerdem ist er im Verlagswesen tätig. 

## Leben und Karriere
Croft wurde am 28. August 1949 als Sohn von Michael Croft, 2. Baron Croft (1916–1997) und Lady Antoinette Frederica Hersey Cecilia Conyngham († 1959) geboren. Er ist ein Neffe von Fred Uhlmann. Er besuchte die Stowe School in Buckinghamshire. Die University of Wales schloss er mit einem Bachelor of Science (B.Sc.) in Wirtschaftswissenschaften ab.
Croft wurde im Verlagswesen tätig. Er lebt in Kingsland, Herefordshire (Stand: 2003).
Derzeit gehört er der Hereditary Peerage Association nicht an.

## Mitgliedschaft im House of Lords
Nach dem Tod seines Vaters 1997 erbte er den Titel des Baron Croft und den damals damit verbundenen Sitz im House of Lords. Diesen verlor er durch den House of Lords Act 1999. Für einen der verbleibenden Sitze trat er nicht an. Er ist derzeit nicht im Register Of Hereditary Peers verzeichnet, die für eine Nachwahl zur Verfügung stehen. (Stand: Mai 2012)

## Familie
Er heiratete 1993 Mary Elizabeth Richardson, die Tochter von James Richardson. Da er keine Kinder hat, existiert aktuell kein Erbe für den Titel.
Als Hobbys nennt er Schießen, Angeln und Skifahren.